# آربر ابیلالیاج
آربر ابیلالیاج (انگلیسی: Arbër Abilaliaj؛ زادهٔ ۶ ژوئن ۱۹۸۶) بازیکن سابق و مربی فوتبال اهل آلبانی است که در پست مهاجم بازی می‌کرد.
وی  در تیم‌های ملی فوتبال زیر ۱۷ سال آلبانی, زیر ۱۹ سال آلبانی، و زیر ۲۱ سال آلبانی بازی کرده است.